# Nicolas Thomä

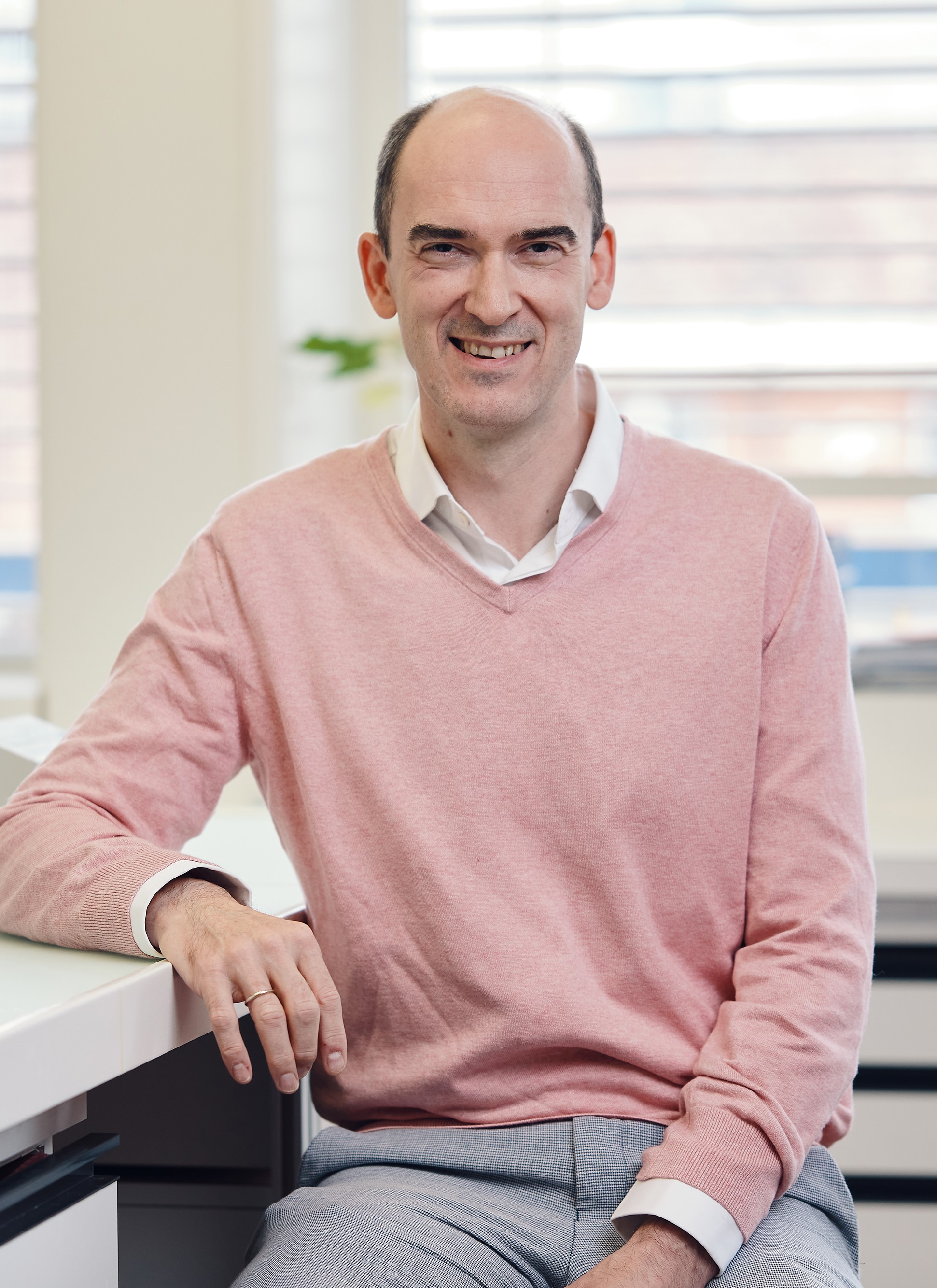
Nicolas Thomä

Nicolas H. Thomä ist ein deutscher Forscher  und ordentlicher Professor und Leiter des Lehrstuhls für interdisziplinäre Krebsforschung an der Fakultät für Lebenswissenschaften der EPFL in Lausanne, Schweiz. Er ist Biochemiker und Strukturbiologe und ein führender Forscher auf dem Gebiet der Ubiquitin-Ligase-Biologie und der DNA-Reparatur.

## Leben
Nicolas Thomä promovierte an der Universität Cambridge (UK), wo er gemeinsam von Peter Leadlay (Universität Cambridge) und Phil Evans (MRC-LMB Cambridge) betreut wurde. Anschließend arbeitete er als Postdoktorand bei Roger Goody (Max-Planck-Institut für Molekulare Physiologie) und beschäftigte sich mit Protein-Ligand-Interaktionen. Im Jahr 2001 wechselte er in das Labor von Nikola Pavletich (Memorial Sloan Kettering Cancer Center, New York, USA), um seine Ausbildung in Röntgenkristallographie abzuschließen.  Nicolas Thomä ging 2006 als Junior-Gruppenleiter an das Friedrich Miescher Institut for Biomedical Research (FMI) und wurde im Jahr 2012 zum Senior-Gruppenleiter am FMI ernannt. 2023 wurde er zum ordentlichen Professor an der EPFL in Lausanne ernannt und leitet den Lehrstuhl für interdisziplinäre Krebsforschung, seine Forschungsgruppe zielt darauf ab, den Fortschritt in der translationalen Onkologie zu beschleunigen.

## Forschung
Das Labor von Nicolas Thomä untersucht die Struktur und Funktion von makromolekularen Maschinen, die die Stabilität des Genoms, die Genexpression und die DNA-Reparatur steuern. Sein Labor verwendet einen multidisziplinären Ansatz, der Biochemie und Kryoelektronenmikroskopie (Kryo-EM) in Kombination mit Genomik, Bildgebung und chemisch-biologischen Techniken umfasst. Die Forschung seines Labors konzentriert sich auf zwei Bereiche: (i) die Funktionsweise von DNA-bindenden Proteinen, insbesondere Transkriptionsfaktoren, im Zusammenhang mit Chromatin; und (ii) die Verbindung zwischen Chromatin und Ubiquitin-Ligasen. Thomäs Labor hat Kryo-EM-Strukturen von Pionier-Transkriptionsfaktoren bereitgestellt, die an ihr in die Nukleosomenstruktur eingebettetes DNA-Motiv gebunden sind, um zu zeigen, wie Transkriptionsfaktoren auf die DNA zugreifen, wenn sie sterisch im Chromatin eingeschlossen sind. Sein Labor hat auch Beiträge zum Gebiet der DNA-Reparatur geleistet, indem es die Mechanismen aufdeckte, durch die eukaryontische Zellen UV-induzierte DNA-Schäden erkennen. Thomäs Forschungen haben außerdem aufgeklärt, wie sich Cullin-RING E3-Ubiquitin-Ligasen (CRLs) zusammensetzen, um ∼20% des Proteasom-vermittelten Proteinabbaus zu steuern, und wie die Aktivität der CRLs durch das COP9-Signalosom kontrolliert wird. Diese Arbeiten lieferten eine Erklärung dafür, wie diese Ubiquitin-Ligasen bei der DNA-Reparatur, der Zellsignalisierung, der Zellteilung und der Differenzierung funktionieren, wie sie bei Krankheiten dereguliert werden und wie sie medikamentös behandelt werden können. Ein besonderer Schwerpunkt von Thomäs Forschung liegt auf niedermolekularen Therapeutika, die gezielt molekulare Maschinen abbauen. Diese Moleküle, die als „molekulare Kleber“ (engl.: „molecular glue“) bezeichnet werden, wirken, indem sie Wechselwirkungen zwischen einer Ubiquitin-Ligase und einem Zielprotein induzieren. Solche Verbindungen haben das Potenzial, Proteine anzugreifen, die mit herkömmlichen pharmakologischen Ansätzen nur schwer zu erreichen sind. Die Forschungsarbeiten von Thomäs Arbeitsgruppe haben das Verständnis für die Funktionsweise des molekularen Klebstoffs Thalidomid und seiner Analoga auf molekularer Ebene verbessert. Bis heute gehören Thalidomid-Derivate zu den erfolgreichsten Medikamenten gegen das Multiple Myelom und andere Blutkrebsarten. Forschungsarbeiten des Labors haben auch gezeigt, wie andere Verbindungen Protein-Protein-Wechselwirkungen induzieren können, die zum Abbau des Zielproteins führen. Dies hat gezeigt, dass Arzneimittel einen unerwarteten Off-Target-Effekt haben können, indem sie Proteine zusammenbringen, und dass diese Eigenschaften offenbar auch anderen niedermolekularen Therapeutika innewohnen. Diese Konzepte können nun aktiv für die Entwicklung neuer Arzneimittel genutzt werden.

## Ehrungen
- 1992–1998: Stipendium, Studienstiftung des deutschen Volkes
- 1994–1995: Stipendium, Deutscher Akademischer Austauschdienst (DAAD)
- 1995–1998: Doktorandenstipendium, Studienstiftung des Deutschen Volkes
- 1999–2001: Long-Term-Fellowship, EMBO
- 2002–2005: Long-Term Fellowship, Human Frontiers Science Program
- 2006: Marie Curie Reintegration into Europe Fellowship
- 2010: ERC young investigator grant[14]
- 2011: gewähltes Mitglied, Network of Excellence EpiGeneSys
- 2012: Novartis VIVA Leading Scientist Award[15]
- 2014: gewähltes Mitglied, Academia Europaea[16]
- 2015: gewähltes Mitglied, EMBO[17]
- 2015: ERC Advanced Grant[18]
- 2019: Ted-X Basel talk
- 2020: ERC Advanced Grant[19]
- 2022: Otto Naegeli-Preis